# Paepalanthus barreirensis
Paepalanthus barreirensis är en gräsväxtart som beskrevs av Silveira. Paepalanthus barreirensis ingår i släktet Paepalanthus och familjen Eriocaulaceae. Inga underarter finns listade i Catalogue of Life.